# Heddle Nash
William Heddle Nash (* 14. Juni 1894 in London; † 14. August 1961 ebenda) war ein englischer Sänger (Tenor).

## Leben
Nash sang als Jugendlicher im Chor der Westminster Abbey. 1914 gewann er ein Stipendium für das Blackheath Conservatory. Er konnte aber die Ausbildung nicht beginnen, sondern nahm als Soldat am Ersten Weltkrieg teil. Er kämpfte in Frankreich, Ägypten und Palästina und wurde verwundet. Die Krankenschwester, die ihn pflegte, heiratete er später und bekam mit ihr zwei Söhne, von denen einer der Bariton John Heddle Nash war.
Nach dem Krieg studierte Nash am Blackheath Conservatory bei Marie Brema. Er arbeitete einige Zeit mit einer aus Rom stammenden Marionettentheatergruppe und bekam Gelegenheit, seine Ausbildung bei Giuseppe Borgatti zu vervollkommnen. 1924 debütierte er erfolgreich am Teatro Carcano in Mailand als Almaviva in Il barbiere di Siviglia von Gioachino Rossini. Nach Auftritten in Turin, Genua und Bologna kehrte er 1925 nach England zurück, wo er am Old Vic Theatre als Herzog von Mantua in Rigoletto debütierte. Später wechselte er zur British National Opera Company.
Von 1929 bis 1947 währte das erfolgreiche Engagement Nashs an der Covent Garden Opera. 1932 trat er am Her Majesty’s Theatre in Millöcker/Mackebens Operette Die Dubarry auf. Von 1934 bis 1937 nahm er an den Glyndebourne Festivals teil und sang dort den Ferrando in Così fan tutte, den Pedrillo in Die Entführung aus dem Serail und den Basilio in Figaros Hochzeit. Während des Zweiten Weltkrieges schloss er sich der Carl Rosa Opera Company an und trat vor britischen Soldaten auf.
Seinen letzten Auftritt als Opernsänger hatte Nash in der Saison 1957/58 mit der New Opera Company. Mit Auftritten in Händels Messiah, Edward Elgars The Dream of Gerontius, Ralph Vaughan Williams’ Serenade to Music und anderen Werken erwarb sich Nash zudem einen Ruf als bedeutender Oratorien- und Konzertsänger. Im Messiah trat er noch 1961 wenige Monate vor seinem Tod auf. Zu seinen Bühnenpartnern zählten Sängerinnen und Sänger wie Maggie Teyte, Richard Tauber, Muriel Brunskill, Florence Easton, Dennis Noble und Lisa Perli. Die Stadt London ehrte ihn mit einer Gedenkplakette in London Borough of Bromley.